# Championnat de Formule 3 FIA 2020
Navigation
2019 2021
Le Championnat de Formule 3 FIA 2020 est la deuxième saison du championnat de Formule 3 FIA, qui succède au GP3 Series et au championnat d'Europe de Formule 3. Comportant 18 courses réparties en 9 manches, il démarre le 4 juillet à Spielberg et se termine le 13 septembre au Mugello.

## Repères en début de saison

### Transferts
- David Beckmann quitte ART Grand Prix pour Trident ;
- Max Fewtrell quitte ART Grand Prix pour Hitech Grand Prix ;
- Liam Lawson quitte MP Motorsport pour Hitech Grand Prix ;
- Lirim Zendeli quitte Sauber Junior Team by Charouz pour Trident ;
- Bent Viscaal quitte HWA Racelab pour MP Motorsport ;
- Sebastián Fernández quitte Campos Racing pour ART Grand Prix ;
- Logan Sargeant quitte Carlin Buzz Racing pour Prema Powerteam ;

### Débutants
- Oscar Piastri (champion de Formula Renault Eurocup en titre) fait ses débuts chez Prema Powerteam ;
- Frederik Vesti (champion de Formule 3 régionale Europe en titre) fait ses débuts chez Prema Powerteam ;
- Dennis Hauger (champion d'Italie de Formule 4 en titre) fait ses débuts chez Hitech Grand Prix ;
- Théo Pourchaire (champion d'Allemagne de Formule 4 en titre) fait ses débuts chez ART Grand Prix ;
- Aleksandr Smolyar fait ses débuts chez ART Grand Prix ;
- Olli Caldwell fait ses débuts chez Trident ;
- Enzo Fittipaldi fait ses débuts chez HWA Racelab ;
- Jack Doohan fait ses débuts chez HWA Racelab ;
- Lukas Dunner fait ses débuts chez MP Motorsport ;
- Calan Williams fait ses débuts chez Jenzer Motorsport ;
- Federico Malvestiti (1 meeting en 2019) reste chez Jenzer Motorsport ;
- Matteo Nannini fait ses débuts chez Jenzer Motorsport ;
- Roman Staněk fait ses débuts chez Charouz Racing System ;
- Igor Fraga (champion des Toyota Racing Series en titre) fait ses débuts chez Charouz Racing System ;
- David Schumacher (1 meeting en 2019) quitte Campos Racing pour Charouz Racing System ;
- Clément Novalak (champion de Grande-Bretagne de Formule 3 en titre) fait ses débuts chez Carlin Racing ;
- Enaam Ahmed fait ses débuts chez Carlin Racing ;
- Cameron Das fait ses débuts chez Carlin Racing ;
- Sophia Flörsch fait ses débuts chez Campos Racing ;
- Pierre-Louis Chovet (pilote en Formule 3 régionale Europe en 2020) fait ses débuts chez Hitech Grand Prix lors des manches de Spa-Francorchamps et de Monza, en remplacement de Max Fewtrell ;
- Mikhael Belov (pilote en Formula Renault Eurocup en 2020) fait ses débuts chez Charouz Racing System à partir de la manche de Spa-Francorchamps, en remplacement de David Schumacher.

### Retours en cours de saison
- Ben Barnicoat (9e de Formule 3 européenne en 2016 et pilote de GT World Challenge Europe depuis 2017), effectue son retour en monoplace et ses débuts en Formule 3 FIA, en remplaçant Enaam Ahmed chez Carlin Racing pour les quatrième et cinquième manche de la saison à Silverstone.
- Leonardo Pulcini (8e de Formule 3 FIA en 2019 et sans contrat en 2020), effectue son retour dans le championnat, en remplaçant Ben Barnicoat chez Carlin Racing pour la sixième manche de la saison à Barcelone.
- Andreas Estner (26e de Formule 3 FIA en 2019 et pilote en Euroformula Open en 2020), effectue son retour dans le championnat, en remplaçant Sophia Flörsch (partie faire une course d'European Le Mans Series) chez Campos Racing pour la septième manche de la saison à Spa-Francorchamps.

### Départs en cours de saison
- Enaam Ahmed quitte Carlin Racing avant la manche de Silverstone ;
- Max Fewtrell quitte Hitech Grand Prix avant la manche de Spa-Francorchamps ;
- Igor Fraga quitte Charouz Racing System avant la dernière manche au Mugello, et devait rejoindre Hitech Grand Prix (pour remplacer Pierre-Louis Chovet pilotant en Formule 3 régionale ce weekend) mais n'y a finalement pas été autorisé par Charouz.

### Transferts en cours de saison
- David Schumacher quitte Charouz Racing System et rejoint Carlin Racing à partir de la manche de Spa-Francorchamps.

### Écuries
- Sauber Junior Team by Charouz redevient Charouz Racing System après la séparation des deux entités.

## Écuries et pilotes
Toutes les écuries disposent de châssis Dallara F3 2019 équipés de moteurs V6 3,4 litres atmosphériques Mecachrome (400 ch à 8000 tr/min) et chaussés de pneumatiques Pirelli.
| Écuries               | n° | Pilotes             | Manches  |
| --------------------- | -- | ------------------- | -------- |
| Prema Racing          | 1  | Oscar Piastri       | Toutes   |
| Prema Racing          | 2  | Frederik Vesti      | Toutes   |
| Prema Racing          | 3  | Logan Sargeant      | Toutes   |
| Hitech Grand Prix     | 4  | Max Fewtrell        | 1-6      |
| Hitech Grand Prix     | 4  | Pierre-Louis Chovet | 7-8      |
| Hitech Grand Prix     | 5  | Liam Lawson         | Toutes   |
| Hitech Grand Prix     | 6  | Dennis Hauger       | Toutes   |
| ART Grand Prix        | 7  | Théo Pourchaire     | Toutes   |
| ART Grand Prix        | 8  | Aleksandr Smolyar   | Toutes   |
| ART Grand Prix        | 9  | Sebastián Fernández | Toutes   |
| Trident               | 10 | Lirim Zendeli       | Toutes   |
| Trident               | 11 | David Beckmann      | Toutes   |
| Trident               | 12 | Olli Caldwell       | Toutes   |
| HWA Racelab           | 14 | Enzo Fittipaldi     | Toutes   |
| HWA Racelab           | 15 | Jake Hughes         | Toutes   |
| HWA Racelab           | 16 | Jack Doohan         | Toutes   |
| MP Motorsport         | 17 | Richard Verschoor   | Toutes   |
| MP Motorsport         | 18 | Bent Viscaal        | Toutes   |
| MP Motorsport         | 19 | Lukas Dunner        | Toutes   |
| Jenzer Motorsport     | 20 | Calan Williams      | Toutes   |
| Jenzer Motorsport     | 21 | Federico Malvestiti | Toutes   |
| Jenzer Motorsport     | 22 | Matteo Nannini      | Toutes   |
| Charouz Racing System | 23 | Roman Staněk        | Toutes   |
| Charouz Racing System | 24 | Igor Fraga          | 1-8      |
| Charouz Racing System | 25 | David Schumacher    | 1-6      |
| Charouz Racing System | 25 | Michael Belov       | 7-9      |
| Carlin Buzz Racing    | 26 | Clément Novalak     | Toutes   |
| Carlin Buzz Racing    | 27 | Enaam Ahmed         | 1-3      |
| Carlin Buzz Racing    | 27 | Ben Barnicoat       | 4-5      |
| Carlin Buzz Racing    | 27 | Leonardo Pulcini    | 6        |
| Carlin Buzz Racing    | 27 | David Schumacher    | 7-9      |
| Carlin Buzz Racing    | 28 | Cameron Das         | Toutes   |
| Campos Racing         | 29 | Alex Peroni         | Toutes   |
| Campos Racing         | 30 | Alessio Deledda     | Toutes   |
| Campos Racing         | 31 | Sophia Flörsch      | 1-6, 8-9 |
| Campos Racing         | 31 | Andreas Estner      | 7        |

## Résultats des tests de pré-saison
| Date     | Lieu            | Circuit                         | Pilote le plus rapide | Équipe            | Tour le plus rapide |
| -------- | --------------- | ------------------------------- | --------------------- | ----------------- | ------------------- |
| 1er mars | Manama, Bahrein | Circuit international de Sakhir | Devlin DeFrancesco    | Trident           | 1 min 46 s 844      |
| 2 mars   | Manama, Bahrein | Circuit international de Sakhir | Liam Lawson           | Hitech Grand Prix | 1 min 46 s 365      |
| 3 mars   | Manama, Bahrein | Circuit international de Sakhir | Alex Peroni           | Campos Racing     | 1 min 46 s 173      |

## Calendrier
Tout comme le calendrier de la Formule 1, le calendrier est de la Formule 3 FIA est largement chamboulé à cause de la pandémie de Covid-19. Les premières manches de la saison, prévues à Sakhir, Zandvoort, et Barcelone, sont dans un premier temps reportées. Le 28 mai, la manche de Zandvoort est officiellement annulée.
Le 2 juin, la direction de la Formule 1 annonce les huit premières courses de la saison, en Europe et sur six circuits à huis clos, avec deux épreuves en Autriche pour commencer, ainsi que deux autres en Grande-Bretagne. Le circuit de Spielberg accueille le Grand Prix d'Autriche le 5 juillet et le Grand Prix de Styrie une semaine plus tard. Silverstone sera le théâtre du Grand Prix de Grande-Bretagne le 2 août puis du Grand Prix du 70e anniversaire, le 9 août. Le 10 juillet, la FIA officialise le Grand Prix de Toscane qui aura lieu au circuit du Mugello en Italie.
| Manche | Manche | Date         | Événement                         | Circuit                      | Lieu              | Pays        |
| ------ | ------ | ------------ | --------------------------------- | ---------------------------- | ----------------- | ----------- |
| 1      | C      | 4 juillet    | F1 Grand Prix d'Autriche          | Red Bull Ring                | Spielberg         | Autriche    |
| 1      | S      | 5 juillet    | F1 Grand Prix d'Autriche          | Red Bull Ring                | Spielberg         | Autriche    |
| 2      | C      | 11 juillet   | F1 Grand Prix de Styrie           | Red Bull Ring                | Spielberg         | Autriche    |
| 2      | S      | 12 juillet   | F1 Grand Prix de Styrie           | Red Bull Ring                | Spielberg         | Autriche    |
| 3      | C      | 18 juillet   | F1 Grand Prix de Hongrie          | Hungaroring                  | Budapest          | Hongrie     |
| 3      | S      | 19 juillet   | F1 Grand Prix de Hongrie          | Hungaroring                  | Budapest          | Hongrie     |
| 4      | C      | 1er août     | F1 Grand Prix de Grande-Bretagne  | Circuit de Silverstone       | Silverstone       | Royaume-Uni |
| 4      | S      | 2 août       | F1 Grand Prix de Grande-Bretagne  | Circuit de Silverstone       | Silverstone       | Royaume-Uni |
| 5      | C      | 8 août       | F1 Grand Prix du 70e anniversaire | Circuit de Silverstone       | Silverstone       | Royaume-Uni |
| 5      | S      | 9 août       | F1 Grand Prix du 70e anniversaire | Circuit de Silverstone       | Silverstone       | Royaume-Uni |
| 6      | C      | 15 août      | F1 Grand Prix d'Espagne           | Circuit de Catalunya         | Barcelone         | Espagne     |
| 6      | S      | 16 août      | F1 Grand Prix d'Espagne           | Circuit de Catalunya         | Barcelone         | Espagne     |
| 7      | C      | 29 août      | F1 Grand Prix de Belgique         | Circuit de Spa-Francorchamps | Spa-Francorchamps | Belgique    |
| 7      | S      | 30 août      | F1 Grand Prix de Belgique         | Circuit de Spa-Francorchamps | Spa-Francorchamps | Belgique    |
| 8      | C      | 5 septembre  | F1 Grand Prix d'Italie            | Autodromo Nazionale di Monza | Monza             | Italie      |
| 8      | S      | 6 septembre  | F1 Grand Prix d'Italie            | Autodromo Nazionale di Monza | Monza             | Italie      |
| 9      | C      | 12 septembre | F1 Grand Prix de Toscane          | Circuit du Mugello           | Mugello           | Italie      |
| 9      | S      | 13 septembre | F1 Grand Prix de Toscane          | Circuit du Mugello           | Mugello           | Italie      |

| no | Date            | Grand Prix                    | Lieu              |
| -- | --------------- | ----------------------------- | ----------------- |
| 1  | 21-22 mars      | Grand Prix de Bahreïn         | Sakhir            |
| 2  | 2-3 mai         | Grand Prix des Pays-Bas       | Zandvoort         |
| 3  | 9-10 mai        | Grand Prix d'Espagne          | Barcelone         |
| 4  | 4-5 juillet     | Grand Prix d'Autriche         | Spielberg         |
| 5  | 18-19 juillet   | Grand Prix de Grande-Bretagne | Silverstone       |
| 6  | 1-2 août        | Grand Prix de Hongrie         | Budapest          |
| 7  | 29-30 août      | Grand Prix de Belgique        | Spa-Francorchamps |
| 8  | 5-6 septembre   | Grand Prix d'Italie           | Monza             |
| 9  | 26-27 septembre | Grand Prix de Russie          | Sotchi            |

## Résultats de la saison 2020
| Manche | Manche | Circuit           | Pole position       | Meilleur tour   | Pilote vainqueur | Écurie gagnante   |
| ------ | ------ | ----------------- | ------------------- | --------------- | ---------------- | ----------------- |
| 1      | C      | Red Bull Ring     | Sebastián Fernández | Alex Peroni     | Oscar Piastri    | Prema Racing      |
| 1      | S      | Red Bull Ring     |                     | Oscar Piastri   | Liam Lawson      | Hitech Grand Prix |
| 2      | C      | Red Bull Ring     | Frederik Vesti      | Frederik Vesti  | Frederik Vesti   | Prema Racing      |
| 2      | S      | Red Bull Ring     |                     | Oscar Piastri   | Théo Pourchaire  | ART Grand Prix    |
| 3      | C      | Hungaroring       | Aleksandr Smolyar   | Jake Hughes     | Théo Pourchaire  | ART Grand Prix    |
| 3      | S      | Hungaroring       |                     | Oscar Piastri   | David Beckmann   | Trident           |
| 4      | C      | Silverstone       | Logan Sargeant      | Clément Novalak | Liam Lawson      | Hitech Grand Prix |
| 4      | S      | Silverstone       |                     | Logan Sargeant  | David Beckmann   | Trident           |
| 5      | C      | Silverstone       | Logan Sargeant      | Liam Lawson     | Logan Sargeant   | Prema Racing      |
| 5      | S      | Silverstone       |                     | Bent Viscaal    | Bent Viscaal     | MP Motorsport     |
| 6      | C      | Barcelone         | Logan Sargeant      | Jake Hughes     | Jake Hughes      | HWA Racelab       |
| 6      | S      | Barcelone         |                     | Dennis Hauger   | Oscar Piastri    | Prema Racing      |
| 7      | C      | Spa-Francorchamps | Lirim Zendeli       | Jake Hughes     | Lirim Zendeli    | Trident           |
| 7      | S      | Spa-Francorchamps |                     | Logan Sargeant  | Logan Sargeant   | Prema Racing      |
| 8      | C      | Monza             | Liam Lawson         | Alex Peroni     | Frederik Vesti   | Prema Racing      |
| 8      | S      | Monza             |                     | Clément Novalak | Jake Hughes      | HWA Racelab       |
| 9      | C      | Mugello           | Lirim Zendeli       | Lirim Zendeli   | Frederik Vesti   | Prema Racing      |
| 9      | S      | Mugello           |                     | Frederik Vesti  | Liam Lawson      | Hitech Grand Prix |

## Classements
Système de points
Les points des 2 courses sont attribués aux 10 premiers pilotes classés. La pole position de la course principale rapporte 4 points, et dans chaque course, 2 points sont attribués pour le meilleur tour en course réalisé par un pilote finissant dans le top 10. Ce système d'attribution des points est utilisé pour chaque manche du championnat.
Course principale :
| Position | 1er | 2e | 3e | 4e | 5e | 6e | 7e | 8e | 9e | 10e | Pole | MT |
| Points   | 25  | 18 | 15 | 12 | 10 | 8  | 6  | 4  | 2  | 1   | 4    | 2  |

Course sprint :
| Position | 1er | 2e | 3e | 4e | 5e | 6e | 7e | 8e | 9e | 10e | MT |
| Points   | 15  | 12 | 10 | 8  | 6  | 5  | 4  | 3  | 2  | 1   | 2  |

### Classement des pilotes
| Pos. | Pilote              | AUT  | AUT  | STY  | STY  | HON  | HON  | GBR  | GBR  | 70   | 70   | ESP  | ESP  | BEL  | BEL  | ITA  | ITA  | TOS  | TOS  | Points |
| ---- | ------------------- | ---- | ---- | ---- | ---- | ---- | ---- | ---- | ---- | ---- | ---- | ---- | ---- | ---- | ---- | ---- | ---- | ---- | ---- | ------ |
| 1    | Oscar Piastri       | 1    | 8    | 4    | 5    | 2    | 2    | 2    | Abd. | 7    | 6    | 6    | 1    | 5    | 6    | 3    | Abd. | 11   | 8    | 163    |
| 2    | Théo Pourchaire     | 13   | 26   | 9    | 1    | 1    | 6    | 12   | 8    | 6    | 3    | 7    | 6    | 2    | 5    | 2    | 2    | 3    | 3    | 161    |
| 3    | Logan Sargeant      | 2    | 27   | 6    | 2    | 6    | 4    | 3    | 5    | 1    | Abd. | 3    | 5    | 8    | 1    | 26   | 24*  | 6    | Abd. | 160    |
| 4    | Frederik Vesti      | 4    | 6    | 1    | 8    | Abd. | Abd. | 5    | 4    | 4    | 8    | Abd. | 21   | 6    | 2    | 1    | 23*  | 1    | 9    | 146,5  |
| 5    | Liam Lawson         | 6    | 1    | 8    | Abd. | Abd. | Abd. | 1    | 7    | 3    | 5    | 2    | 7    | 9    | 3    | 6    | 7    | 10   | 1    | 143    |
| 6    | David Beckmann      | 7    | 4    | 3    | 3    | 10   | 1    | 9    | 1    | 5    | 4    | 5    | 9    | 3    | 9    | 4    | Abd. | 8    | 2    | 139,5  |
| 7    | Jake Hughes         | 28   | 12   | 10   | Abd. | 24   | 19   | 4    | 10   | 2    | 7    | 1    | 10   | Abd. | 17   | 5    | 1    | 2    | 6    | 111,5  |
| 8    | Lirim Zendeli       | 5    | 5    | 2    | 10   | Abd. | 16   | 13   | 11   | 9    | 2    | 12   | 16   | 1    | 8    | 7    | 4    | 4    | Abd. | 104    |
| 9    | Richard Verschoor   | 8    | 2    | 7    | 4    | 4    | 5    | 11   | 9    | 19   | 18   | 9    | 3    | 10   | 7    | 27   | 10   | 12   | 5    | 71     |
| 10   | Alex Peroni         | 3    | Abd. | 11   | 11   | 7    | 10   | 6    | 3    | 14   | 24   | 8    | 4    | 14   | 21   | 17   | 5    | 20   | 13   | 60     |
| 11   | Aleksandr Smolyar   | 9    | 7    | Abd. | 21   | Abd. | 7    | 10   | 6    | 13   | 14   | 11   | 12   | 4    | 4    | 20   | 3    | 7    | 10   | 59     |
| 12   | Clément Novalak     | 10   | 3    | 29   | 25   | 9    | 12   | 8    | 2    | 12   | 9    | 4    | 11   | Abd. | 15   | 14   | Abd. | 24   | 14   | 45     |
| 13   | Bent Viscaal        | 11   | 11   | 20   | 16   | 3    | 17   | Abd. | 16   | 8    | 1    | Abd. | 20   | 23   | 16   | 8    | Dsq. | Abd. | 20   | 40     |
| 14   | Sebastián Fernández | Abd. | 13   | 13   | 9    | 5    | 8    | 7    | 22   | 24   | 13   | 15   | 13   | 11   | 10   | Abd. | 11   | 9    | 7    | 32     |
| 15   | Enzo Fittipaldi     | 18   | 9    | 15   | 13   | 19   | 9    | 18   | 19   | 17   | 17   | 13   | 8    | 26   | 12   | 9    | 19   | 5    | 4    | 27     |
| 16   | Olli Caldwell       | 20   | 19   | 5    | 6    | 21   | 18   | Abd. | 26   | 21   | 22   | 20   | Abd. | 7    | 11   | Abd. | 9    | 17   | 16   | 18     |
| 17   | Dennis Hauger       | 15   | 22   | 18   | 12   | 8    | 3    | 16   | 17   | Abd. | 20   | 18   | 26   | 15   | 18   | 13   | 15   | 14   | 12   | 14     |
| 18   | Matteo Nannini      | 27   | 18   | 23   | Abd. | 22   | 25*  | 24   | 24   | 27*  | 16   | 10   | 2    | 13   | 26   | Abd. | 20   | 16   | 15   | 13     |
| 19   | Pierre-Louis Chovet |      |      |      |      |      |      |      |      |      |      |      |      | 22   | Abd. | 18   | 6    |      |      | 5      |
| 20   | Max Fewtrell        | 12   | 10   | 14   | 7    | 11   | 11   | Abd. | 20   | 16   | 12   | 17   | Abd. |      |      |      |      |      |      | 5      |
| 21   | Roman Staněk        | 17   | 23   | 17   | 18   | 23   | 20   | 17   | 18   | 22   | 15   | 22   | 19   | 24   | 19   | 11   | 8    | 26   | 18   | 3      |
| 22   | Ben Barnicoat       |      |      |      |      |      |      | 20   | 12   | 10   | Abd. |      |      |      |      |      |      |      |      | 1      |
| 23   | Michael Belov       |      |      |      |      |      |      |      |      |      |      |      |      | 20   | Abd. | 10   | 13   | 27   | 23   | 1      |
| 24   | Igor Fraga          | 16   | 25   | 26   | 14   | 15   | Abd. | 15   | Abd. | 18   | 10   | 24   | 18   | 19   | 27   | 24   | 17   |      |      | 1      |
| 25   | Cameron Das         | 22   | Abd. | 24   | Abd. | 17   | 22   | 21   | 25   | 11   | 11   | 19   | 17   | 25   | 22   | 16   | 16   | 23   | 25   | 0      |
| 26   | David Schumacher    | 25   | 15   | 12   | 17   | 16   | 13   | 25   | 15   | 15   | Abd. | 23   | 25   | 17   | 14   | 19   | Abd. | 15   | 19   | 0      |
| 27   | Lukas Dunner        | 24   | 14   | 16   | 19   | 12   | Abd. | Abd. | 23   | 23   | Abd. | 21   | 22   | 21   | 13   | 15   | Abd. | 21   | 17   | 0      |
| 28   | Jack Doohan         | 14   | 28   | 22   | 20   | Abd. | 24   | Abd. | 27   | 26   | 21   | 14   | 15   | 12   | Abd. | 12   | 21   | 13   | 11   | 0      |
| 29   | Federico Malvestiti | 19   | 21   | 28   | 23   | 13   | Abd. | 19   | 13   | Abd. | 23   | 26   | Abd. | 18   | 24   | 22   | 14   | 18   | 22   | 0      |
| 30   | Sophia Flörsch      | 26   | 16   | 21   | Abd. | 18   | 14   | 22   | 21   | 20   | 19   | 27   | 23   |      |      | 21   | 12   | 22   | 24   | 0      |
| 31   | Calan Williams      | 21   | 17   | 25   | 24   | Abd. | 15   | 14   | 14   | Abd. | Abd. | 25   | 14   | 16   | 25   | 25   | 18   | 19   | 21   | 0      |
| 32   | Enaam Ahmed         | 23   | 24   | 19   | 15   | 14   | 21   |      |      |      |      |      |      |      |      |      |      |      |      | 0      |
| 33   | Leonardo Pulcini    |      |      |      |      |      |      |      |      |      |      | 16   | 24   |      |      |      |      |      |      | 0      |
| 34   | Alessio Deledda     | 29   | 20   | 27   | 22   | 20   | 23   | 23   | 28   | 25   | Abd. | 28   | Abd. | Abd. | 23   | 23   | 22   | 25   | 26   | 0      |
| 35   | Andreas Estner      |      |      |      |      |      |      |      |      |      |      |      |      | 27   | 20   |      |      |      |      | 0      |
| Pos. | Pilote              | AUT  | AUT  | STY  | STY  | HON  | HON  | GBR  | GBR  | 70   | 70   | ESP  | ESP  | BEL  | BEL  | ITA  | ITA  | TOS  | TOS  | Points |

| Couleur  | Résultat                                                                                         |
| -------- | ------------------------------------------------------------------------------------------------ |
| Or       | Vainqueur                                                                                        |
| Argent   | 2e place                                                                                         |
| Bronze   | 3e place                                                                                         |
| Vert     | Classé dans les points                                                                           |
| Bleu     | Classé hors des points Non classé (Nc.)                                                          |
| Violet   | Abandon (Abd.)                                                                                   |
| Rouge    | Non qualifié (Nq.) Non pré-qualifié (Npq.)                                                       |
| Noir     | Disqualifié (Dsq.)                                                                               |
| Blanc    | Non partant (Np.) Forfait (Forf.) Suspendu (Susp.) Course annulée (A.)                           |
| Gras     | Pole position                                                                                    |
| Italique | Meilleur tour en course                                                                          |
| *        | Le pilote a abandonné mais est classé pour avoir parcouru plus de 90 % de la distance de course. |
| +        | Résultat en course Sprint (si arrivée dans les points).                                          |

### Classement des écuries
| Pos. | Écurie                | No. | AUT  | AUT  | STY  | STY  | HON  | HON  | GBR  | GBR  | 70   | 70   | ESP  | ESP  | BEL  | BEL  | ITA  | ITA  | TOS  | TOS  | Points |
| ---- | --------------------- | --- | ---- | ---- | ---- | ---- | ---- | ---- | ---- | ---- | ---- | ---- | ---- | ---- | ---- | ---- | ---- | ---- | ---- | ---- | ------ |
| 1    | Prema Racing          | 1   | 1    | 8    | 4    | 5    | 2    | 2    | 2    | Abd. | 7    | 6    | 6    | 1    | 5    | 6    | 3    | Abd. | 11   | 8    | 469,5  |
| 1    | Prema Racing          | 2   | 4    | 6    | 1    | 8    | Abd. | Abd. | 5    | 4    | 4    | 8    | Abd. | 21   | 6    | 2    | 1    | 23*  | 1    | 9    | 469,5  |
| 1    | Prema Racing          | 3   | 2    | 27   | 6    | 2    | 6    | 4    | 3    | 5    | 1    | Abd. | 3    | 5    | 8    | 1    | 26   | 24*  | 6    | Abd. | 469,5  |
| 2    | Trident               | 10  | 5    | 5    | 2    | 10   | Abd. | 16   | 13   | 11   | 9    | 2    | 12   | 16   | 1    | 8    | 7    | 4    | 4    | Abd. | 261,5  |
| 2    | Trident               | 11  | 7    | 4    | 3    | 3    | 10   | 1    | 9    | 1    | 5    | 4    | 5    | 9    | 3    | 9    | 4    | Abd. | 8    | 2    | 261,5  |
| 2    | Trident               | 12  | 20   | 19   | 5    | 6    | 21   | 18   | Abd. | 26   | 21   | 22   | 20   | Abd. | 7    | 11   | Abd. | 9    | 17   | 16   | 261,5  |
| 3    | ART Grand Prix        | 7   | 13   | 26   | 9    | 1    | 1    | 6    | 12   | 8    | 6    | 3    | 7    | 6    | 2    | 5    | 2    | 2    | 3    | 3    | 251    |
| 3    | ART Grand Prix        | 8   | 9    | 7    | Abd. | 21   | Abd. | 7    | 10   | 6    | 13   | 14   | 11   | 12   | 4    | 4    | 20   | 3    | 7    | 10   | 251    |
| 3    | ART Grand Prix        | 9   | Abd. | 13   | 13   | 9    | 5    | 8    | 7    | 22   | 24   | 13   | 15   | 13   | 11   | 10   | Abd. | 11   | 9    | 8    | 251    |
| 4    | Hitech Grand Prix     | 4   | 12   | 10   | 14   | 7    | 11   | 11   | Abd. | 20   | 16   | 13   | 17   | Abd. | 22   | Abd. | 18   | 6    |      |      | 167    |
| 4    | Hitech Grand Prix     | 5   | 6    | 1    | 8    | Abd. | Abd. | Abd. | 1    | 7    | 3    | 5    | 2    | 7    | 9    | 3    | 6    | 7    | 10   | 1    | 167    |
| 4    | Hitech Grand Prix     | 6   | 15   | 22   | 18   | 12   | 8    | 3    | 16   | 17   | Abd. | 20   | 18   | 26   | 15   | 19   | 13   | 15   | 14   | 12   | 167    |
| 5    | HWA Racelab           | 14  | 18   | 9    | 15   | 13   | 19   | 9    | 18   | 19   | 17   | 17   | 13   | 8    | 26   | 12   | 9    | 19   | 5    | 4    | 138,5  |
| 5    | HWA Racelab           | 15  | 28   | 12   | 10   | Abd. | 24   | 19   | 4    | 10   | 2    | 7    | 1    | 10   | Abd. | 17   | 5    | 1    | 2    | 6    | 138,5  |
| 5    | HWA Racelab           | 16  | 14   | 28   | 22   | 20   | Abd. | 24   | Abd. | 27   | 26   | 21   | 14   | 15   | 12   | Abd. | 12   | 21   | 13   | 11   | 138,5  |
| 6    | MP Motorsport         | 17  | 8    | 2    | 7    | 4    | 4    | 5    | 11   | 9    | 19   | 18   | 9    | 3    | 10   | 7    | 27   | 10   | 12   | 5    | 111    |
| 6    | MP Motorsport         | 18  | 11   | 11   | 20   | 16   | 3    | 17   | Abd. | 16   | 8    | 1    | Abd. | 20   | 23   | 16   | 8    | Dsq. | Abd. | 20   | 111    |
| 6    | MP Motorsport         | 19  | 24   | 14   | 16   | 19   | 12   | Abd. | Abd. | 23   | 23   | Abd. | 21   | 22   | 21   | 13   | 15   | Abd. | 21   | 17   | 111    |
| 7    | Campos Racing         | 29  | 3    | Abd. | 11   | 11   | 7    | 10   | 6    | 3    | 14   | 24   | 8    | 4    | 14   | 21   | 17   | 5    | 20   | 13   | 60     |
| 7    | Campos Racing         | 30  | 29   | 20   | 27   | 22   | 20   | 23   | 23   | 28   | 25   | Abd. | 28   | Abd. | Abd. | 23   | 23   | 22   | 25   | 26   | 60     |
| 7    | Campos Racing         | 31  | 26   | 16   | 21   | Abd. | 18   | 14   | 22   | 21   | 20   | 19   | 27   | 23   | 27   | 20   | 21   | 12   | 22   | 24   | 60     |
| 8    | Carlin Buzz Racing    | 26  | 10   | 3    | 29   | 25   | 9    | 12   | 8    | 2    | 12   | 9    | 4    | 11   | Abd. | 15   | 14   | Abd. | 24   | 14   | 46     |
| 8    | Carlin Buzz Racing    | 27  | 23   | 24   | 19   | 15   | 14   | 21   | 20   | 12   | 10   | Abd. | 16   | 24   | 17   | 14   | 19   | Abd. | 15   | 19   | 46     |
| 8    | Carlin Buzz Racing    | 28  | 22   | Abd. | 24   | Abd. | 17   | 22   | 21   | 25   | 11   | 11   | 19   | 17   | 25   | 22   | 16   | 16   | 23   | 25   | 46     |
| 9    | Jenzer Motorsport     | 20  | 21   | 17   | 25   | 24   | Abd. | 15   | 14   | 14   | Abd. | Abd. | 25   | 14   | 16   | 25   | 25   | 18   | 19   | 21   | 13     |
| 9    | Jenzer Motorsport     | 21  | 19   | 21   | 28   | 23   | 13   | Abd. | 19   | 13   | Abd. | 23   | 26   | Abd. | 18   | 24   | 22   | 14   | 18   | 22   | 13     |
| 9    | Jenzer Motorsport     | 22  | 27   | 18   | 23   | Abd. | 22   | 25*  | 24   | 24   | 27*  | 16   | 10   | 2    | 13   | 26   | Abd. | 20   | 16   | 15   | 13     |
| 10   | Charouz Racing System | 23  | 17   | 23   | 17   | 18   | 23   | 20   | 17   | 18   | 22   | 15   | 22   | 19   | 24   | 18   | 11   | 8    | 26*  | 18   | 5      |
| 10   | Charouz Racing System | 24  | 16   | 25   | 26   | 14   | 15   | Abd. | 15   | Abd. | 18   | 10   | 24   | 18   | 19   | 27   | 24   | 17   |      |      | 5      |
| 10   | Charouz Racing System | 25  | 25   | 15   | 12   | 17   | 16   | 13   | 25   | 15   | 15   | Abd. | 23   | 25   | 20   | Abd. | 10   | 13   | 27   | 23   | 5      |
| Pos. | Écurie                | No. | AUT  | AUT  | STY  | STY  | HON  | HON  | GBR  | GBR  | 70   | 70   | ESP  | ESP  | BEL  | BEL  | ITA  | ITA  | TOS  | TOS  | Points |

| Couleur  | Résultat                                                                                         |
| -------- | ------------------------------------------------------------------------------------------------ |
| Or       | Vainqueur                                                                                        |
| Argent   | 2e place                                                                                         |
| Bronze   | 3e place                                                                                         |
| Vert     | Classé dans les points                                                                           |
| Bleu     | Classé hors des points Non classé (Nc.)                                                          |
| Violet   | Abandon (Abd.)                                                                                   |
| Rouge    | Non qualifié (Nq.) Non pré-qualifié (Npq.)                                                       |
| Noir     | Disqualifié (Dsq.)                                                                               |
| Blanc    | Non partant (Np.) Forfait (Forf.) Suspendu (Susp.) Course annulée (A.)                           |
| Gras     | Pole position                                                                                    |
| Italique | Meilleur tour en course                                                                          |
| *        | Le pilote a abandonné mais est classé pour avoir parcouru plus de 90 % de la distance de course. |
| +        | Résultat en course Sprint (si arrivée dans les points).                                          |